# Simon Sohm
Simon Sohm (Zürich, 11 april 2001) is een Zwitsers-Nigeriaans voetballer, die als middenvelder speelt. Hij verruilde FC Zürich in oktober 2020 voor Parma.

## Clubcarrière
Sohm speelde in de jeugd van FC Zürich en maakte voor die club ook zijn debuut. Op 29 november 2018 maakte hij zijn Europese debuut tegen AEK Larnaca, hij speelde twee minuten. Hij speelde in twee seizoenen 37 competitiewedstrijden, totdat Parma op de deur klopte. Op 4 oktober 2020 tekende Sohm een vijfjarig contract voor die club.

## Statistieken
| Seizoen         | Club              | Land                 | Competitie      | Competitie | Competitie | Beker | Beker | Europees | Europees | Totaal | Totaal |
| Seizoen         | Club              | Land                 | Competitie      | Wed.       | Dlp.       | Wed.  | Dlp.  | Wed.     | Dlp.     | Wed.   | Dlp.   |
| --------------- | ----------------- | -------------------- | --------------- | ---------- | ---------- | ----- | ----- | -------- | -------- | ------ | ------ |
| 2018/19         | FC Zürich         | Vlag van Zwitserland | Super League    | 6          | 0          | 1     | 0     | 2        | 0        | 9      | 0      |
| 2019/20         | FC Zürich         | Vlag van Zwitserland | Super League    | 31         | 1          | 3     | 0     | ―        | ―        | 34     | 1      |
| 2020/21         | FC Zürich         | Vlag van Zwitserland | Super League    | 2          | 0          | 1     | 0     | ―        | ―        | 3      | 0      |
| 2020/21         | Parma Calcio 1913 | Vlag van Italië      | Serie A         | 18         | 1          | 3     | 0     | ―        | ―        | 21     | 1      |
| Carrière totaal | Carrière totaal   | Carrière totaal      | Carrière totaal | 57         | 2          | 8     | 0     | 2        | 0        | 67     | 2      |

## Interlandcarrière
Sohm is jeugdinternational voor Zwitserland. Hij maakte zijn interlanddebuut voor Zwitserland op 7 oktober 2020 als invaller voor Djibril Sow in een vriendschappelijk duel tegen Kroatië (1–2 verlies).
1 Buffon ·
2 Iacoponi ·
3 Dierckx ·
4 Balogh ·
5 Danilo ·
7 Iacoponi ·
8 Brunetta ·
9 Tutino ·
10 Vázquez ·
11 Juric ·
15 Del Prato ·
17 Benedyczak ·
19 Sohm ·
20 Zagaritis ·
21 Schiattarella ·
22 Cobbaut ·
22 Turk ·
23 Camara ·
24 Osorio ·
26 Coulibaly ·
27 Busi ·
28 Mihăilă ·
29 Traoré ·
30 Valenti ·
33 Sepe ·
34 Colombi ·
37 Bonny ·
45 Inglese ·
70 Laraspata ·
72 Laurini ·
77 Correia ·
78 Bernabé ·
85 Sprocrati ·
87 Siligardi ·
90 Rispoli ·
98 Man ·
Coach: Lachini